# Anne Plumptre

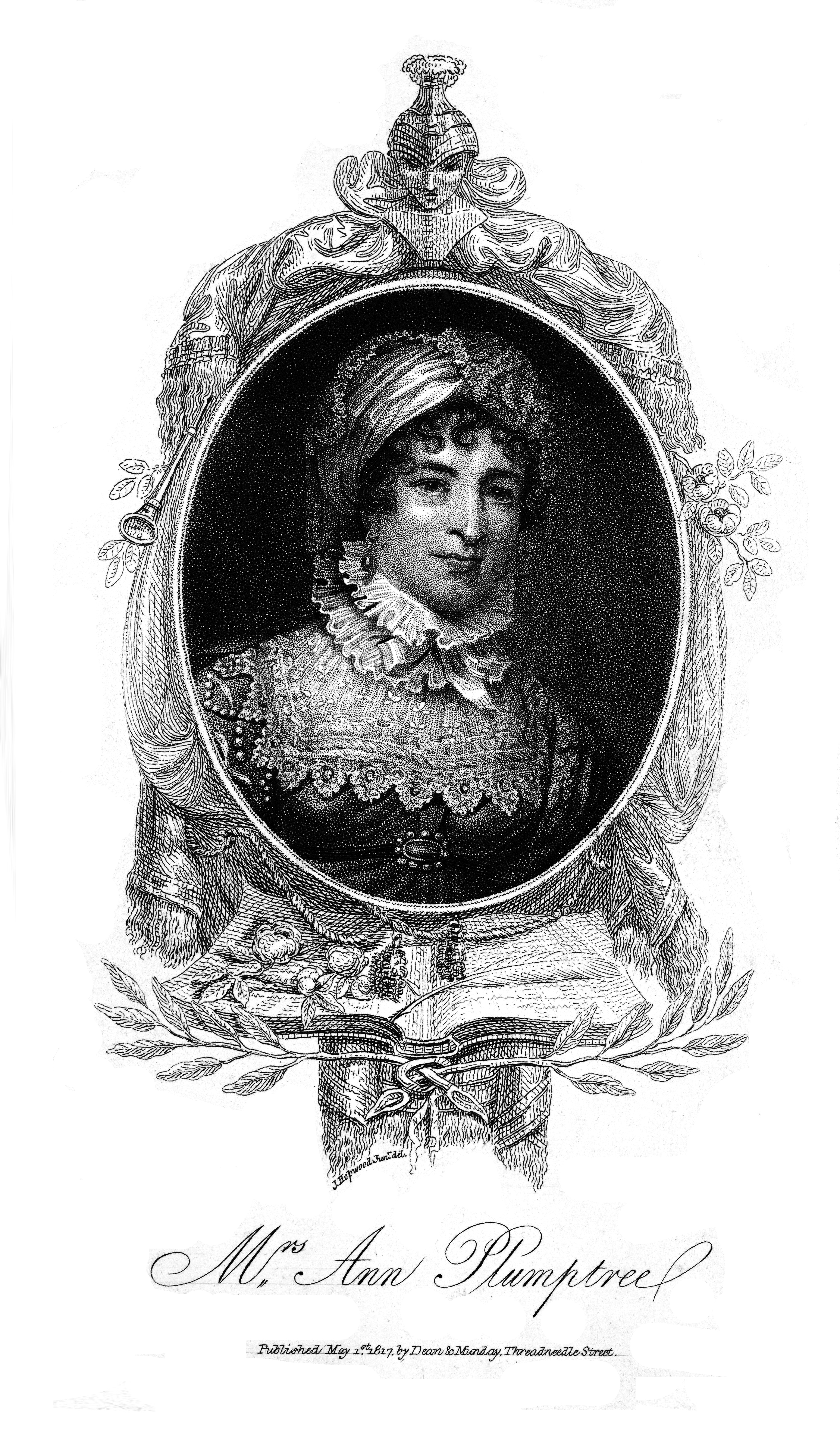
Anne Plumptre (Punktstich auf Paper, datiert 1817)

Anne Plumptre (getauft am 22. Februar 1760 in Norwich; † 20. Oktober 1818 ebenda) war eine britische Schriftstellerin und Übersetzerin.

## Leben
Anne Plumptre wurde Anfang 1760 in Norwich geboren und dort am 22. Februar 1760 in der anglikanischen Kathedrale von Norwich getauft. Ihr Vater war der Theologe Robert Plumptre (1723–1788), der in ihrem Geburtsjahr die Präsidentschaft des Queens’ College an der University of Cambridge übernahm; ihre Mutter war dessen Ehefrau Anne, geborene Newcome. Sie hatte mindestens einen Bruder, den Theologen und Dramatiker James Plumptre (1771–1832), und zwei Schwestern, darunter Annabella „Bell“ Plumptre (1769–1838). Plumptre erfuhr insbesondere in den Sprachen eine gute Ausbildung und schloss sich in den frühen 1790er Jahren dem sogenannten Enfield Circle an, einer Gruppe von Literaten in Norwich. 1791 traten sie und ihre Schwester Annabella in einem Bühnenspiel der gemeinsamen Freundin Amelia Alderson mit dem Titel Adelaide auf, zu dem ihr Bruder James einen Prolog beigesteuert hatte; zudem kam die Gruppe in Kontakt mit dem Schriftsteller William Taylor, der ein großes Interesse an deutscher Literatur pflegte. Durch dieses Umfeld ermutigt wurden Anne und Annabella als Autorinnen und Übersetzerinnen tätig.
Gemeinsam mit ihrer Schwester Annabella lebte Plumptre während der 1790er Jahre sowohl in Norwich als auch in London, wo sie sich einem Kreis von Unterstützern der Französischen Revolution zurechnete, zu dem auch Thomas Holcroft, John Thelwall und George Dyer gehörten. 1796 veröffentlichte Plumptre mit Antoinette ihren Debütroman, der an Charlotte Turner Smiths Roman Celestina angelehnt war und eine gute Kritik im The Monthly Review erfuhr. Demgegenüber wurde ihr zweiter Roman The Rector’s Son (1798) im gleichen Blatt als zu romantisch kritisiert. Zeitgleich legte sie eine Reihe von Übersetzungen aus dem Deutschen von Dramen von August von Kotzebue vor, der sich damals in London großer Beliebtheit erfreute. Ein dritter eigener Roman folgte 1801. Während sich ihre Schwester Annabelle zunehmend auf familien- und haushaltsbezogene Themen konzentrierte, begann Anne Plumptre am Anfang des 19. Jahrhunderts, zunehmend vielfältige Themen für ihre Bücher anzugehen, die nicht den damals gängigen gesellschaftlichen Geschlechterrollen und den damit verbundenen Erwartungen entsprachen.
Von 1802 bis 1805 reiste Plumptre gemeinsam mit Amelia Opie, der früheren Amelia Alderson, durch das napoleonische Frankreich, um sich einen eigenen Eindruck über die Zustände in Frankreich zu machen, das nach der Französischen Revolution im monarchischen England skeptisch beäugt wurde. Während der Reise fand sie ein Manuskript des Arztes Jean-Baptiste Bertrand (1670–1752) über die Große Pest von Marseille 1720, das Plumptre ins Englische übersetzte und nach ihrer Rückkehr 1805 in London publizierte. Danach arbeitete sie an einem umfangreichen Bericht über ihre Reise, den sie schließlich 1810 publizierte. Darin äußerte sie ein vergleichsweise positives Bild von Napoleon und dem revolutionären Frankreich. Neben einem weiteren eigenen Roman publizierte Plumptre in den nächsten Jahren Übersetzungen von deutscher und französischer Reiseliteratur. 1814/1815 reiste sie selbst durch Irland, woraus ein weiterer, 1817 veröffentlichter Reisebericht aus eigener Hand entstand. Ähnlich wie die von ihr übersetzte deutsch-französische Reiseliteratur wählte Plumptre einen relativ methodisch-wissenschaftlichen Ansatz für ihre Beschreibungen. 1818 veröffentlichte sie zudem gemeinsam mit Annabella Plumptre eine Sammlung eigener und übersetzter Kurzgeschichten. Anne Plumptre starb im Oktober 1818 im Alter von 58 Jahren in Norwich.

## Veröffentlichungen
Romane
- Antoinette. Zwei Bände. William Lane, London 1796.
- The Rector’s Son. Drei Bände. Lee and Hurst, London 1798.
- Something New; or, Adventures of Campbell House. Drei Bände. T. N. Longman and O. Rees, London 1801.
- The History of Myself and a Friend. Vier Bände. Henry Colburn, London 1813.

Sachliteratur
- A Narrative of a Three Year’s Residence in France, Principally in the Southern Departments, from the Year 1802 to 1805: Including Some Authentic Particulars Respecting the Early Life of the French Emperor, and a General Inquiry into his Character. Drei Bände. J. Mawman, J. Ridgeway, J. Clarke, B. Crosby and Co., Constable and Co., London 1810.
- Narrative of a Residence in Ireland during the Summer of 1814, and that of 1815. Illustriert. Henry Colburn, London 1817.

Kurzgeschichten
- mit Annabella Plumptre: Tales of Wonder, of Humour, and of Sentiment; Original and Translated. Drei Bände. Henry Colburn, London 1818.

Übersetzungen
- August von Kotzebue: The Count of Burgundy [= Der Graf von Burgund]. R. Phillips, London 1798.
- August von Kotzebue: The Natural Son [= Das Kind der Liebe]. R. Phillips, London 1798.
- August von Kotzebue: The Virgin of the Sun [= Die Sonnenjungfrau]. R. Phillips, London 1799.
- August von Kotzebue: The Force of Calumny [= Die Verläumder]. R. Phillips, London 1799.
- August von Kotzebue: La-Peyrouse [= La Peyrouse]. R. Phillips, London 1799.
- August von Kotzebue: Pizarro. The Spaniards of Peru; or, The Death of Rolla [= Die Spanier in Peru]. R. Phillips, London 1799.
- August von Kotzebue: The Widow, and the Riding Horse [= Die Witwe und das Reitpferd]. R. Phillips, London 1799.
- Frederick Matthisson: Letters Written from Various Parts of the Continent, between the Years 1785 and 1794: Containing a Variety of Anecdotes Relative to the Present State of Literature in Germany, and to Celebrated German Literati. Ergänzt um einen Anhang mit drei Briefen des Thomas Gray an Karl Viktor von Bonstetten. T. N. Longman and O. Rees, London 1799.
- August von Kotzebue: Sketch of the Life and Literary Career of Augustus von Kotzebue; with the Journal of his Tour to Paris, at the Close of the Year 1790 [= Mein literarischer Lebenslauf und Meine Flucht nach Paris im Winter 1790]. H. D. Symonds, London 1800.
- J. C. A. Musæus: Physiognomical Travels, preceded by a Physiognomical Journal [= Physiognomische Reisen]. Ergänzt um einen biografischen Abriss über Musäus von August von Kotzebue. Drei Bände. T. N. Longman and O. Rees, London 1800.
- Jean-Baptiste Bertrand: A Historical Relation of the Plague at Marseilles in the Year 1720: Containing a Circumstantial Account of the Rise and Progress of the Calamity, and the Ravages it Occasioned; with Many Curios and Interesting Particulars Relative to That Period. Mit einer Einleitung und Bemerkungen der Übersetzerin. Joseph Mawman, London 1805.
- Henry Lichtenstein: Travels in Southern Africa, in the Years 1803, 1804, 1805, and 1806 [= Reisen im südlichen Afrika in den Jahren 1803, 1804, 1805 und 1806]. Zwei Bände Henry Colburn, London 1812/1815 [Band 1 = 1812, Band 2 = 1815].
- F. C. Pouqueville: Travels in the Morea, Albania, and Other Parts of the Ottoman Empire, Comphrending a General Description of These Countries; Their Productions; The Manners, Customs, and Commerce of the Inhabitants; a Comparison between the Ancient and Present State of Greece; and an Historical and Geographical Description of the Ancient Epirus [= Voyage en Morée, à Constantinople, en Albanie, et dans plusieurs autres parties de l’Empire Ottoman]. Illustriert. Henry Colburn, London 1813.
- G. H. von Langsdorff: Voyages and Travels in Various Parts of the World, during the Years 1803, 1804, 1805, 1806, and 1807. Zwei Bände. Henry Colburn, London 1813/1814 [Band 1 = 1813, Band 2 = 1814].
- mit Robert Bland: Friedrich Melchior Grimm und Denis Diderot m. a.: Historical & Literary Memoirs and Anecdotes, Selected from the Correspondence of Baron de Grimm and Diderot with the Duke of Saxe-Gotha, and Many Other Distinguished Persons, between the Years 1753 and 1790 [ = Correspondance littéraire, philosophique et critique]. 4 Bände. Henry Colburn, London 1815.